# Christoph Cemernjak
Christoph Cemernjak (* 3. März 1982) ist ein ehemaliger österreichischer Fußballspieler und nunmehriger -trainer.

## Karriere
Cemernjak begann seine Profikarriere bei den BSV Bad Bleiberg in der Ersten Division 2000. 2001 wechselte er für ein Jahr zum FC Lustenau 07, welcher gerade aus der Regionalliga West in die Erste Division aufstieg. In diesem Jahr stieg er mit den Aufsteiger gleich wieder ab. 2002 ging es zurück nach Kärnten und Cemernjak spielte wieder beim BSV Bad Bleiberg. 2003 kam er zur SV Ried. Cemernjak war Teil der Mannschaft die in der Saison 2004/05 den Aufstieg in die Bundesliga fixierten.
Der Defensivspieler machte den Gang in die Bundesliga jedoch nicht mit und wechselte zum SC Schwanenstadt, wo er ein Jahr spielte. 2006 ging er zum frischgebackenen Bundesliga-Aufsteiger SCR Altach und absolvierte in diesem Jahr seine ersten Spiele in der höchsten österreichischen Spielklasse. Nach nur einem Jahr bei den Ländlekickern ging Cemernjak zum DSV Leoben in die Erste Liga. Er hat dort einen Vertrag bis zum Ende der Saison 2007/08. Seit der Saison 2008/09 spielte Cemernjak bei VfB Admira Wacker Mödling. 2011 wechselte er nach dem Aufstieg der Admira zum damaligen Zweitligisten Wolfsberger AC. Im Jänner 2012 wurde er nach acht Zweitligaeinsätzen an den Regionalligisten SC Neusiedl am See verliehen. Für die Burgenländer spielte er 13 Mal in der Regionalliga.
Zur Saison 2012/13 kehrte er zum inzwischen in die Bundesliga aufgestiegenen WAC zurück. In der höchsten Spielklasse kam er allerdings zu keinem Einsatz für die Kärntner. Zur Saison 2013/14 schloss Cemernjak sich dem Regionalligisten Villacher SV an, mit dem er zu Saisonende aus der Regionalliga abstieg. Zur Saison 2014/15 kehrte er zum WAC zurück, wo er sich den drittklassigen Amateuren anschloss. Für diese kam er zu 53 Einsätzen in der Regionalliga, aus der die WAC-Amateure 2016 abstiegen.
Daraufhin wechselte er zur Saison 2016/17 zum fünftklassigen SK St. Andrä. In drei Jahren in St. Andrä machte er 49 Spiele in der Unterliga. Zur Saison 2019/20 schloss er sich dem siebtklassigen SV Viktoria Viktring an.
Seit der Winterpause in der Saison 2021/22 arbeitet er als Co-Trainer von Gernot Messner beim Grazer AK.

## Erfolge
- 1× Meister Erste Liga: 2011